# ヨークタウン (CV-10)
ヨークタウン（USS Yorktown, CV/CVA/CVS-10）は、アメリカ海軍の航空母艦。エセックス級正規空母としては3番目に就役した。アメリカ海軍においてヨークタウンの名を受け継いだ艦としては、4代目。先代は、第二次世界大戦のミッドウェー海戦で、大日本帝国海軍に撃沈されたヨークタウン級航空母艦のネームシップ。
日本においては「ヨークタウン2世」や「ヨークタウン（II）」と表記した事例もある。
愛称は「戦うお嬢様　The Fighting Lady」。
坊ノ岬沖海戦では、各艦と協同して戦艦「大和」を撃沈した。アポロ計画では、1968年12月下旬のアポロ8号の回収任務に従事した。現在は、サウスカロライナ州マウントプレザントで博物館船として公開されている。

## 艦歴

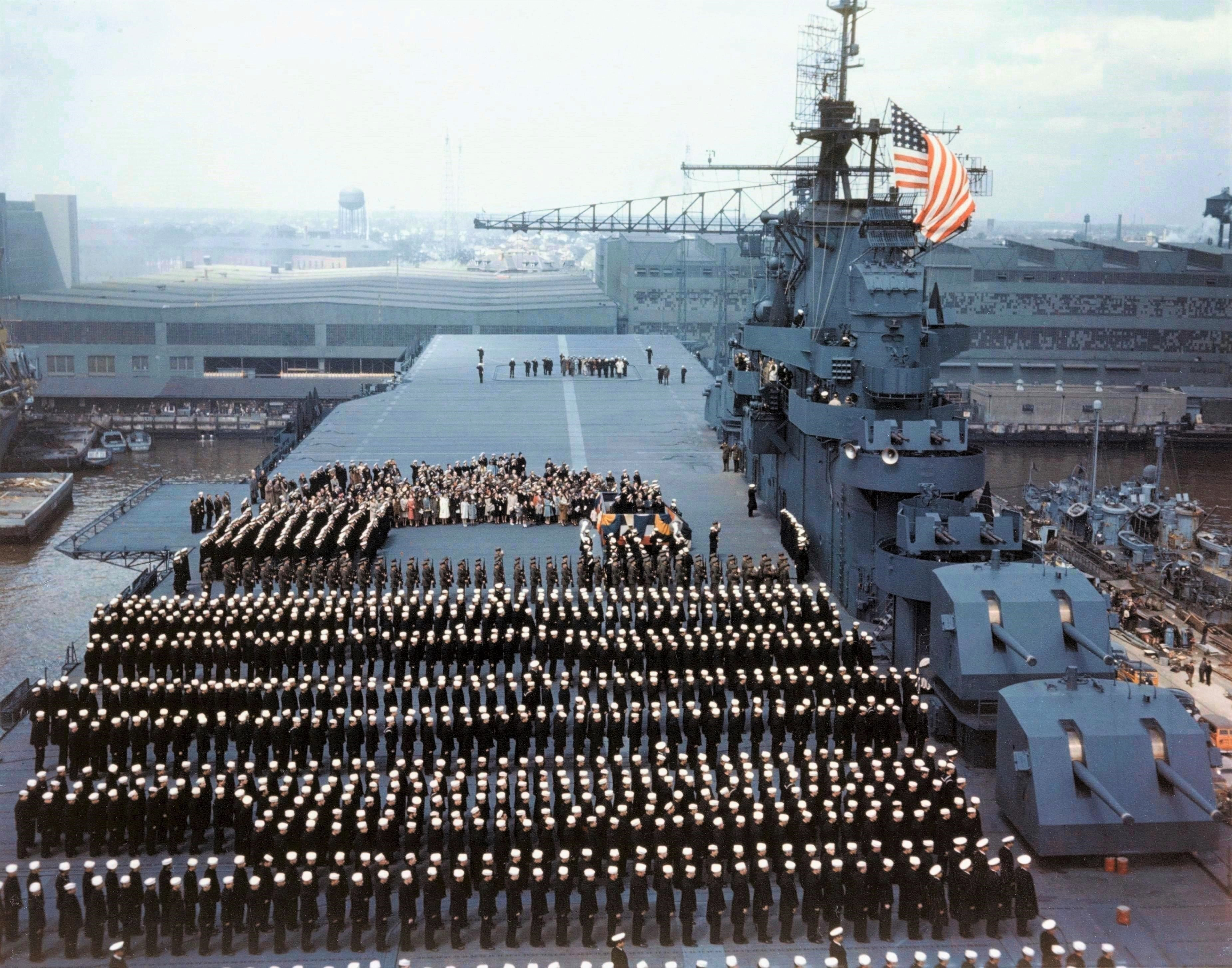
1943年4月15日、新ヨークタウンの就役。

1940年7月3日、「ボノム・リシャール」の艦名でバージニア州ニューポート・ニューズのニューポート・ニューズ造船所と建造契約を結ぶ。1941年12月1日に起工した。建造中の1942年6月上旬に起こったミッドウェー海戦で戦没した空母「ヨークタウン (USS Yorktown, CV-5) 」を追悼する意味で、「ヨークタウン」の名前を引き継ぐことになった。
1943年1月21日にエレノア・ルーズベルトによって進水した。バージニア州ノーフォークのノーフォーク海軍工廠で1943年4月15日に初代艦長ジョゼフ・J・クラーク大佐の指揮下で就役した。

### 第二次世界大戦
「ヨークタウン」はノーフォークの水域に5月21日まで留まり、トリニダード近海で整調航海を続けた。6月17日にノーフォークに帰港、整調航海後の信頼性試験を行う。7月1日に補修を終了し、ノーフォーク沖で6日まで航空作戦に従事する。その後チェサピーク湾を出て太平洋に向かう。「ヨークタウン」は7月11日にパナマ運河を通過し、12日にはバルボアに展開する。7月24日にはハワイの真珠湾に到着し、ハワイ諸島で一ヶ月間の訓練を行う。8月22日に最初の戦闘に参加するため真珠湾を出港する。所属する第15任務部隊は8月31日の早朝に南鳥島から約128マイルの地点に到着した。「ヨークタウン」はその日の大半を南鳥島への戦闘機及び爆撃機での攻撃に費やし、夜にはハワイへ向かった。9月7日に真珠湾に再び入港し二日間停泊した。
つづいてガルヴァニック作戦に参加し、ギルバート・マーシャル諸島の戦いに従事した。この連合国反攻作戦に伴って発生したギルバート諸島沖航空戦やマーシャル諸島沖航空戦などで、日本海軍の航空機と交戦した。第58任務部隊となってからは、クェゼリンの戦い（フリントロック作戦）、トラック島空襲（ヘイルストーン作戦）、マリアナ沖海戦や台湾沖航空戦、レイテ沖海戦などに参加した。

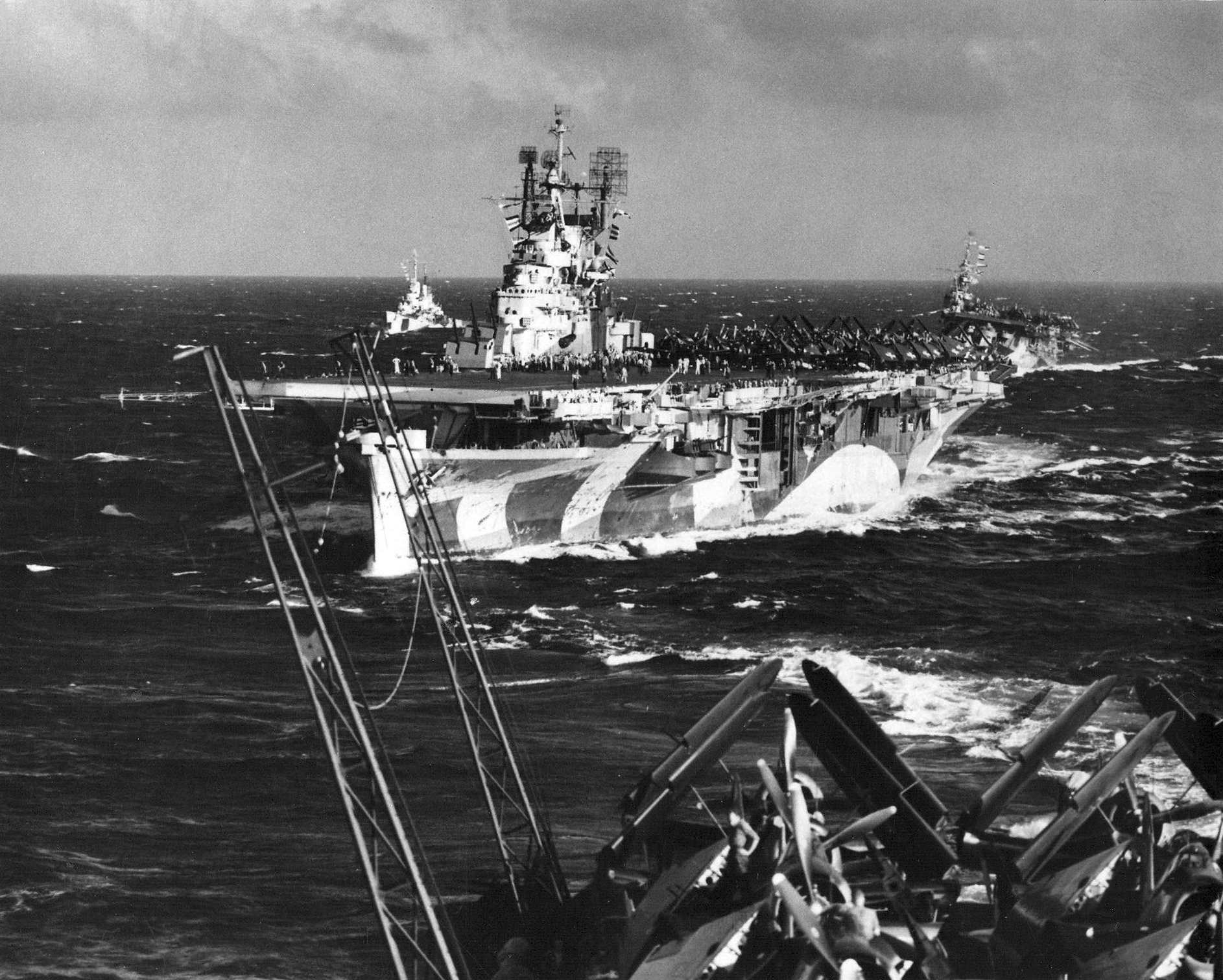
1945年3月、日本近海にて

1945年3月14日に第58任務部隊は僚艦のエセックス級航空母艦などとともに、沖縄上陸作戦であるアイスバーグ作戦の支援を遂行するためにウルシー泊地を出撃した。そして、まず、九州・四国・中国地方の日本軍飛行場や呉海軍工廠、呉沖に停泊する日本海軍の艦艇に対する攻撃を実施するが、九州沖航空戦の初日である3月18日に、艦上爆撃機・彗星三三型と見られる日本海軍機一機の急降下爆撃を受け、250kg爆弾一発が命中する。しかし幸運にも損傷は軽微であり、応急修理ですぐに作戦を継続させることができた。
その後、引き続き、南西諸島方面への空襲作戦、ならびに沖縄戦に参加。沖縄戦では、沖縄水上特攻作戦により出撃した戦艦「大和」以下の水上特攻隊に対する空襲作戦にも参加し、「大和」以下の撃沈に貢献した。その間、特攻を含む日本軍の航空攻撃を数回受けるが一度も損傷することはなかった。
沖縄戦が一段落した後は、再び第38任務部隊と名称を変えた高速空母機動部隊に加わり、7月から8月15日の終戦の日まで、日本本土各地に対する空襲作戦任務を遂行した。

### 戦後
予備役として5年間保管された後、朝鮮戦争の激化を受けて1952年6月に再就役が命じられた。再就役の準備はピュージェット・サウンド海軍工廠で行われ、1952年12月15日にブレマートンで予備役状態のまま就役する。「ヨークタウン」の転換作業は1953年も継続され、1月末には公試が行われる。1953年1月20日にウイリアム・M・ネーション艦長の指揮下完全状態で再就役した。
「ヨークタウン」は1953年の夏を通じて西海岸に沿って通常任務に従事し、8月3日に極東に向けてサンフランシスコを出港する。真珠湾に到着すると27日まで同所に留まる。9月5日に日本の横須賀に到着、11日に第77機動部隊に加わり日本海へ展開する。しかし朝鮮戦争の停戦協定が2ヶ月前に調印されていたため、「ヨークタウン」は実戦ではなく演習作戦に従事した。1954年～1955年の第一次台湾海峡危機の際には台湾海峡に展開し、大陳島撤退作戦に参加した。

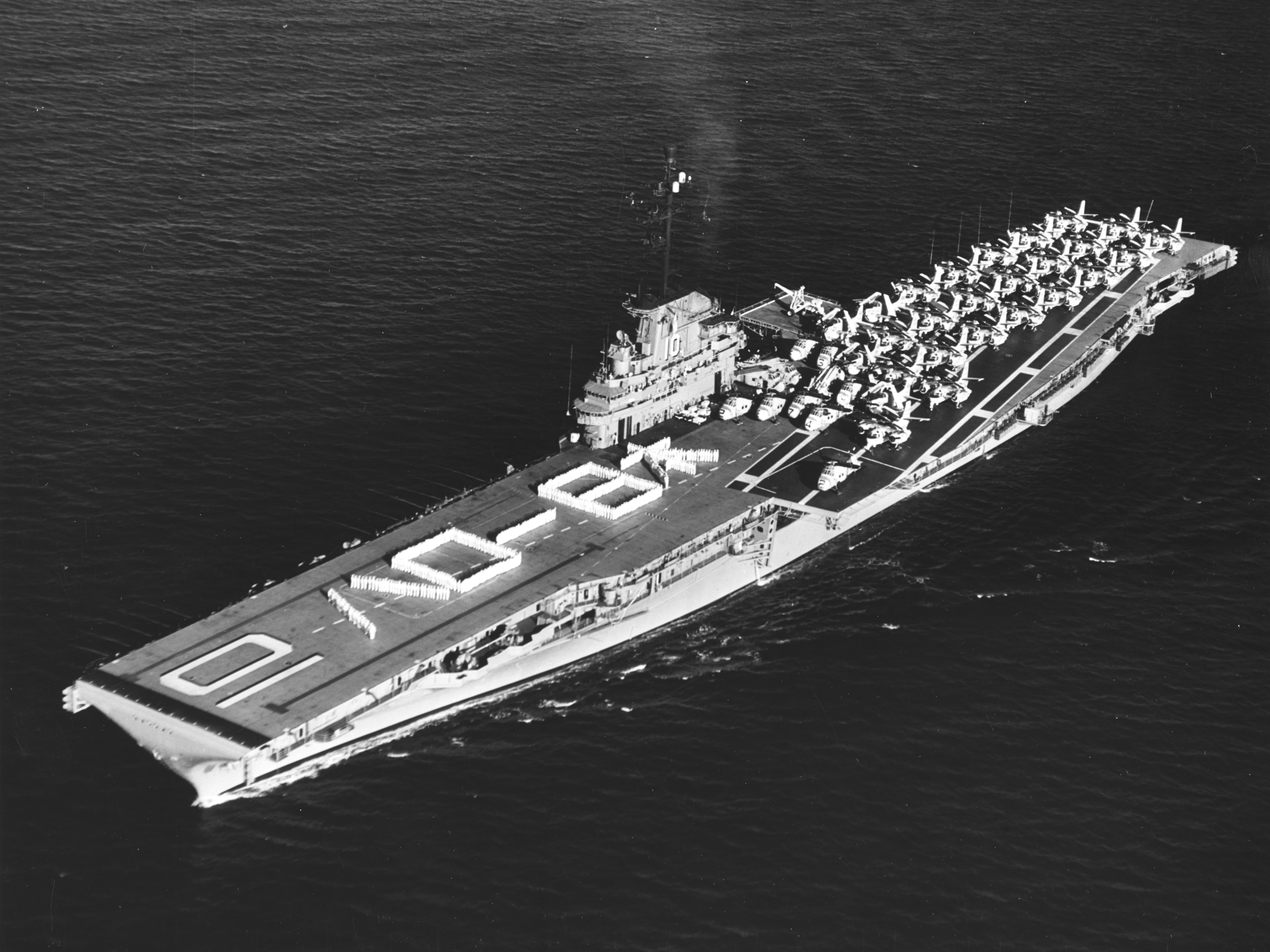
横須賀港に入港する「ヨークタウン」（1960年3月3日）アングルド・デッキやハリケーン・バウ化が施されている。甲板上には、乗組員による「ハロー日本」の人文字が書かれている。

その後、1950年代中期には、アングルド・デッキ付加や艦首と飛行甲板・格納庫を一体化させたハリケーン・バウ化などの近代化改装工事を受けた。なお、1950年代の終わり頃に、「ヨークタウン」は、対潜水艦作戦支援空母（CVS-10）に艦種再分類されている。
1966年以降は第77機動部隊に再び加わり、ベトナム戦争に参加、1968年までヤンキーステーションにおいて対潜哨戒・航空救難任務に当たった。

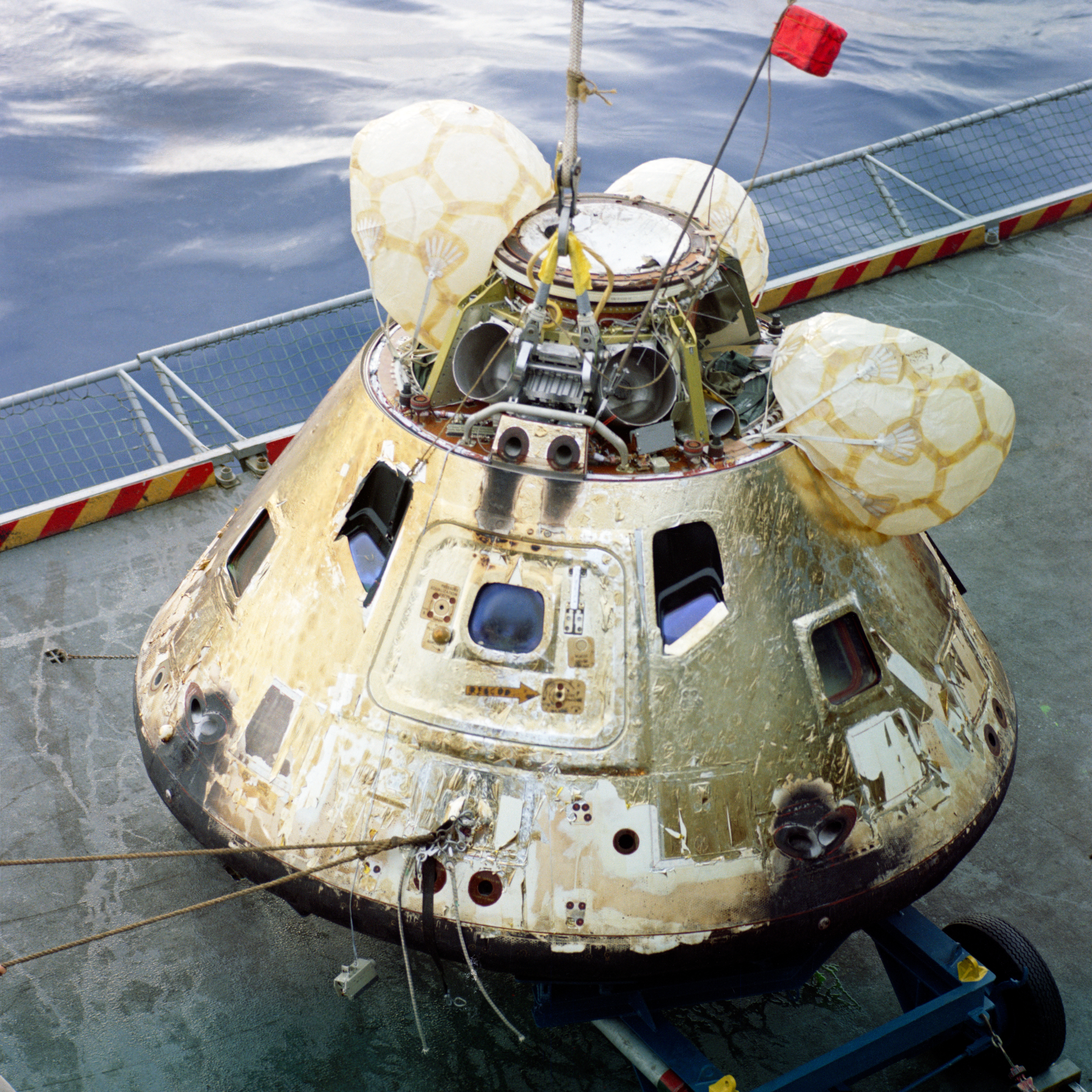
回収され「ヨークタウン」の甲板上に安置されたアポロ8号の司令船
1968年12月27日の撮影

1968年12月中旬、人類史上、初めて月の周回軌道を回った有人宇宙船であるアポロ8号のクルーと司令船（カプセル）の回収任務のために真珠湾を出発する。本艦を支援するため、通信船「アーリントン」、駆逐艦「コクレーン」も出動した。
12月27日、ハワイ南方海域で月一周任務を達成して地球に戻ってきた8号司令船と乗組員3名（フランク・ボーマン船長、ジム・ラヴェル司令船操縦士、ウィリアム・アンダース月着陸船操縦士）を回収する。3人は飛行機で「ヨークタウン」からハワイ島ヒッカム飛行場にむかったが、その際に帽子を贈られた。

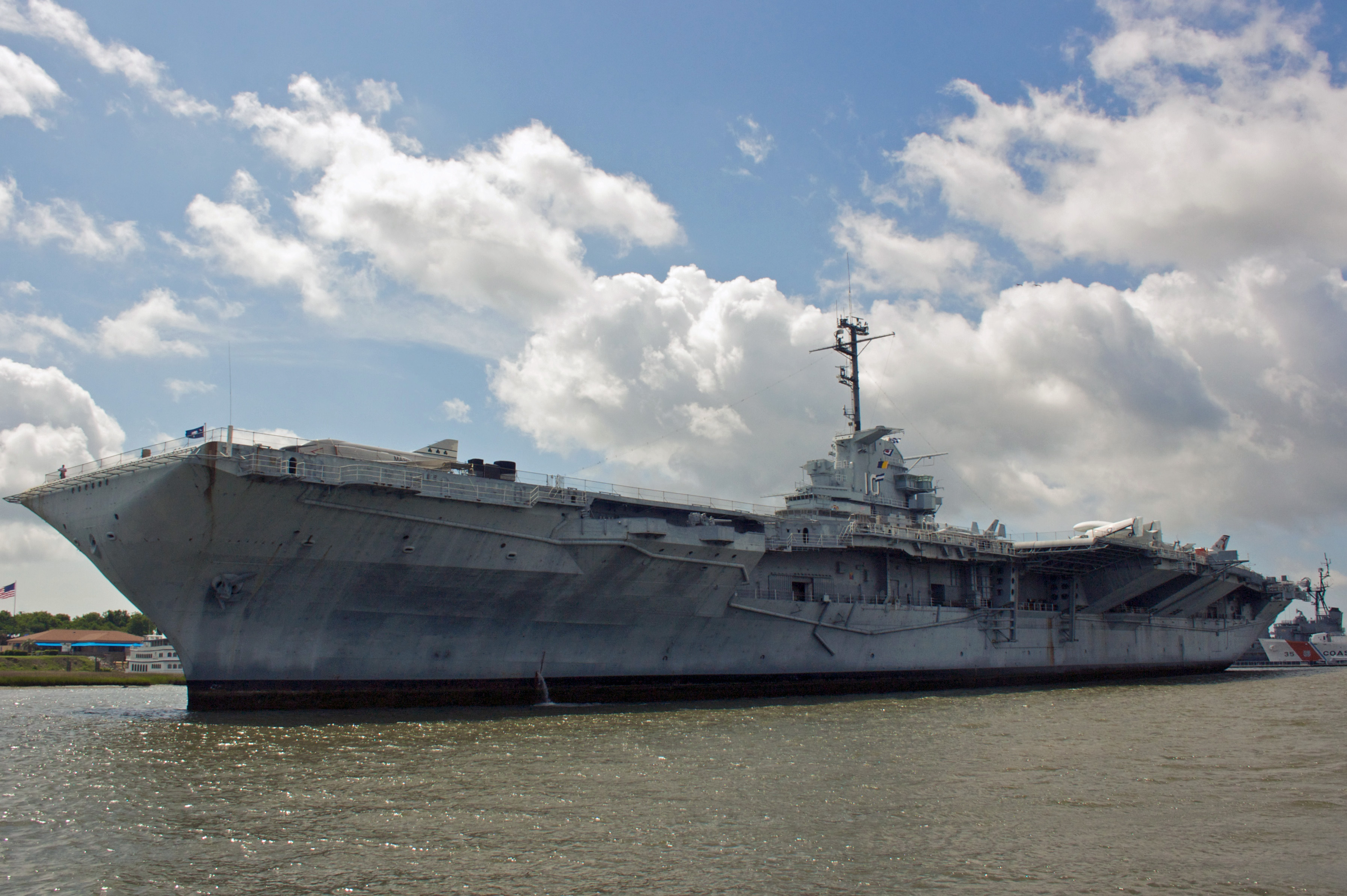
展示されている「ヨークタウン」(2009年6月5日撮影)

1970年前半にベトナム戦争からのアメリカ軍の撤退を受けて、「ヨークタウン」はノーフォークから出港し、不活性化の準備を始めた。1970年6月27日に「ヨークタウン」はペンシルベニア州フィラデルフィアで退役し、大西洋予備役艦隊に加えられ保管される。1973年6月1日に除籍されるまで同所で保管され、海軍省は1974年にサウスカロライナ州チャールストンに有るナショナル・ヒストリック・ランドマーク内にあるペイトリオッツ・ポイント海軍海事博物館に艦の寄贈を決定する。「ヨークタウン」はニュージャージー州ベイヨンからチャールストンに1975年6月に牽引される。1975年10月13日の海軍200年記念に際し、メモリアルとして公式に指定された。その他、博物艦船として駆逐艦「ラフィー」、巡視船「インガム」、潜水艦「クラマゴア」と共に展示されている。
「ヨークタウン」は第二次世界大戦の戦功で11の、ベトナム戦争での戦功で5つの従軍星章を受章した。

## その他

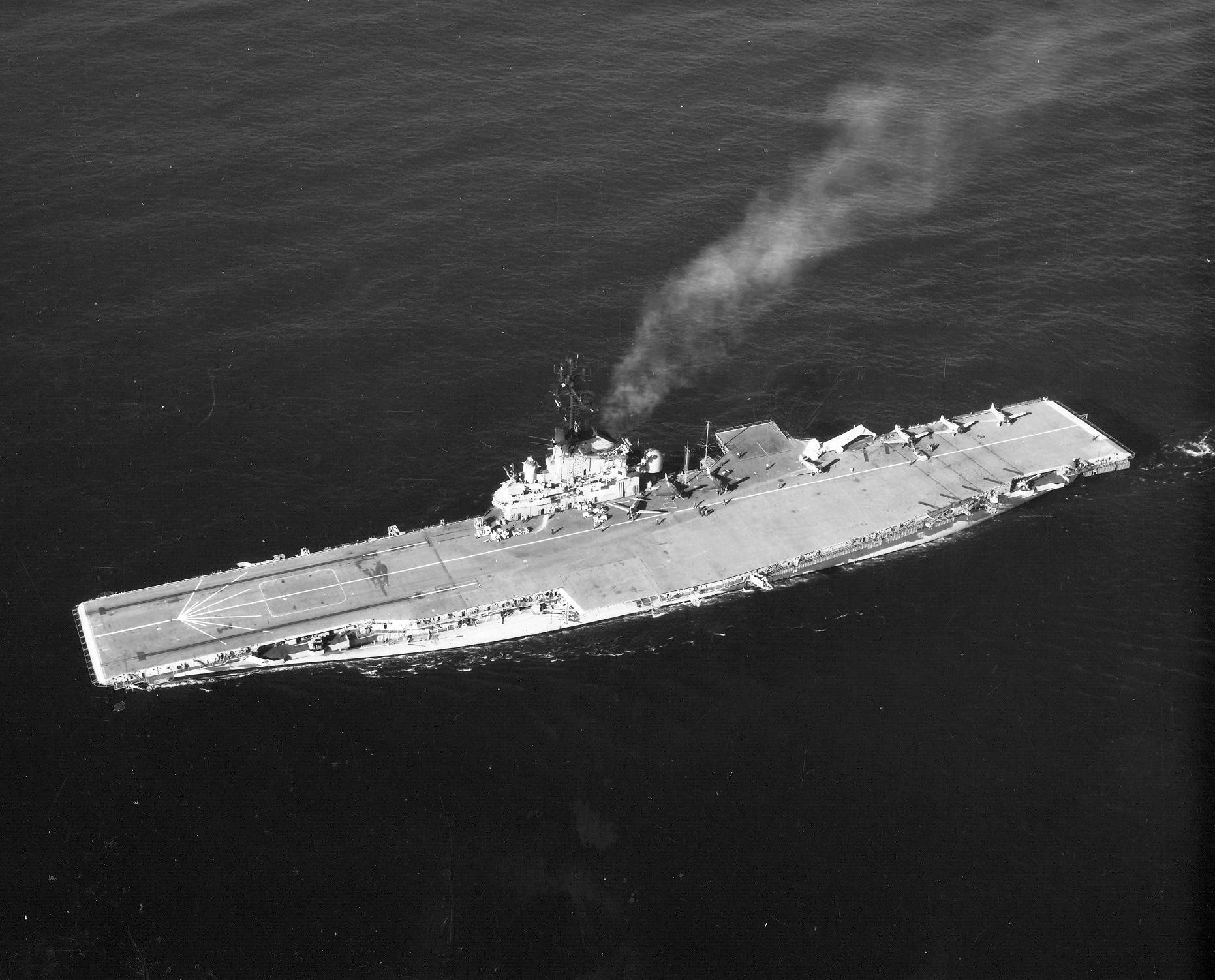
『トラ・トラ・トラ!』の撮影に用いられた際のヨークタウン
飛行甲板の標識は日本海軍空母に倣って描き替えられ、前部には日本海軍空母の特徴の一つである風向標識が描かれている。
1968年12月2日の撮影

1943年撮影、1944年公開の戦争映画『Wing and a Prayer, The Story of Carrier X（ヘンリー・ハサウェイ監督、邦題：ミッドウェイ囮作戦）』では、一部のシーンが訓練中の本艦で撮影された。映画は真珠湾攻撃～珊瑚海海戦～ミッドウェー海戦にかけての空母の行動をモチーフにしている。
1943年から1944年前半にかけて撮影され、同年12月に公開されたドキュメンタリー映画『ファイティング・レディ（エドワード・スタイケン監督）』は、大部分が本艦で撮影された。中部太平洋諸島戦からトラック島空襲などを描写している。この題名は、本艦のニックネームでもある。
1968年に撮影を開始、1970年に公開された日米合作戦争大作映画『トラ・トラ・トラ!』では、アメリカ軍も撮影に協力した。「ヨークタウン」は、真珠湾攻撃に参加した日本海軍の南雲機動部隊旗艦「赤城」に扮して攻撃機（艦上機）部隊の真珠湾への出撃（発艦）シーンの撮影に使用された。

この映画ではアメリカ軍が民間企業に無償で協力した事が議会で問題視され、批判を受けたアメリカ政府は20世紀FOXに「ヨークタウン」航海分を含めて一部費用を請求した。
1984年公開のSF映画『フィラデルフィア・エクスペリメント』では冒頭に登場し、フィラデルフィア計画の対象になった駆逐艦「エルドリッジ」（駆逐艦ラフィー）の側に停泊している。
1956年（昭和31年）5月、ヨークタウンは神戸港に寄港し、この際には一般公開も行われた。

ヨークタウン（1956年5月20日撮影）
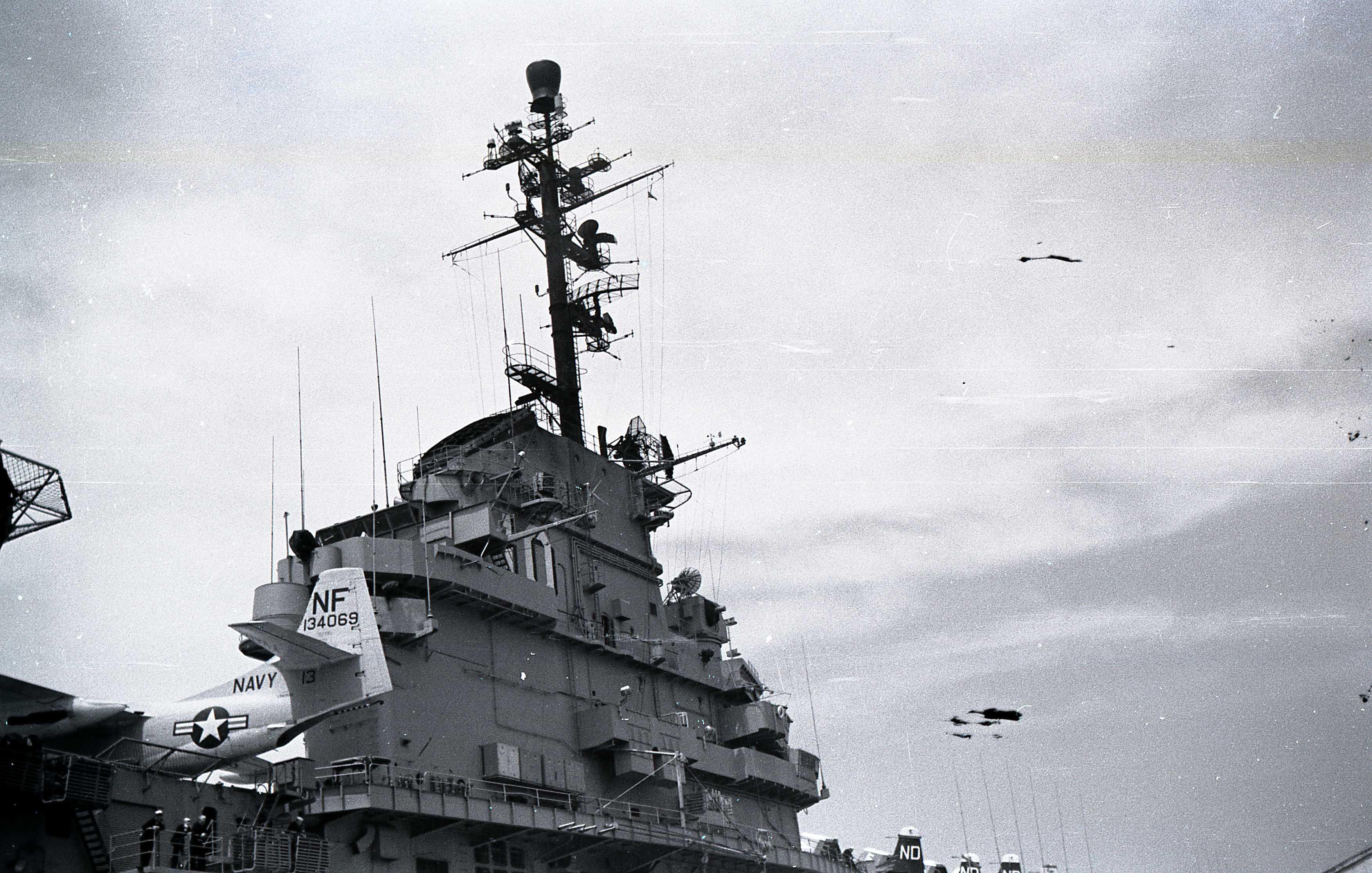
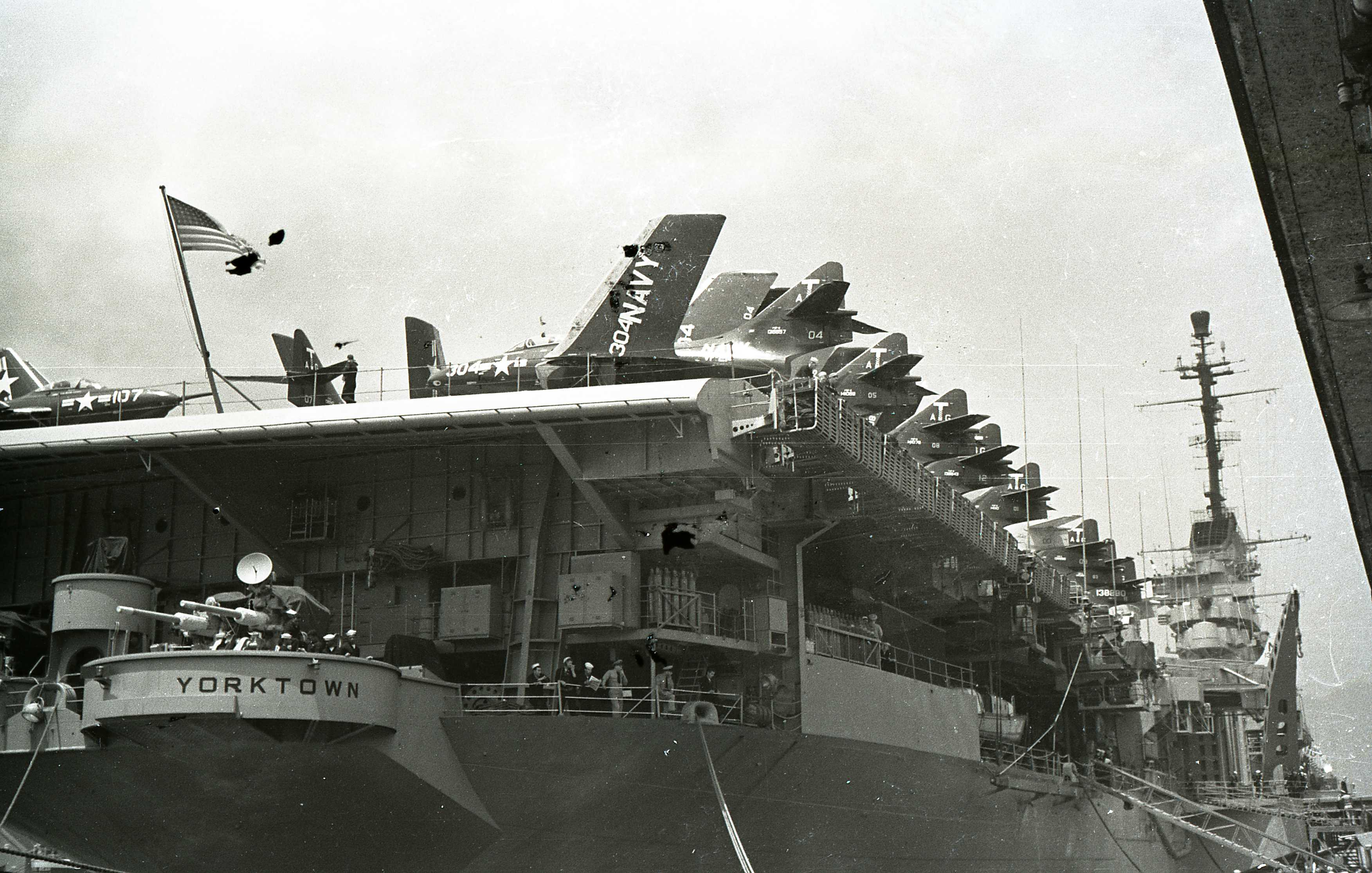
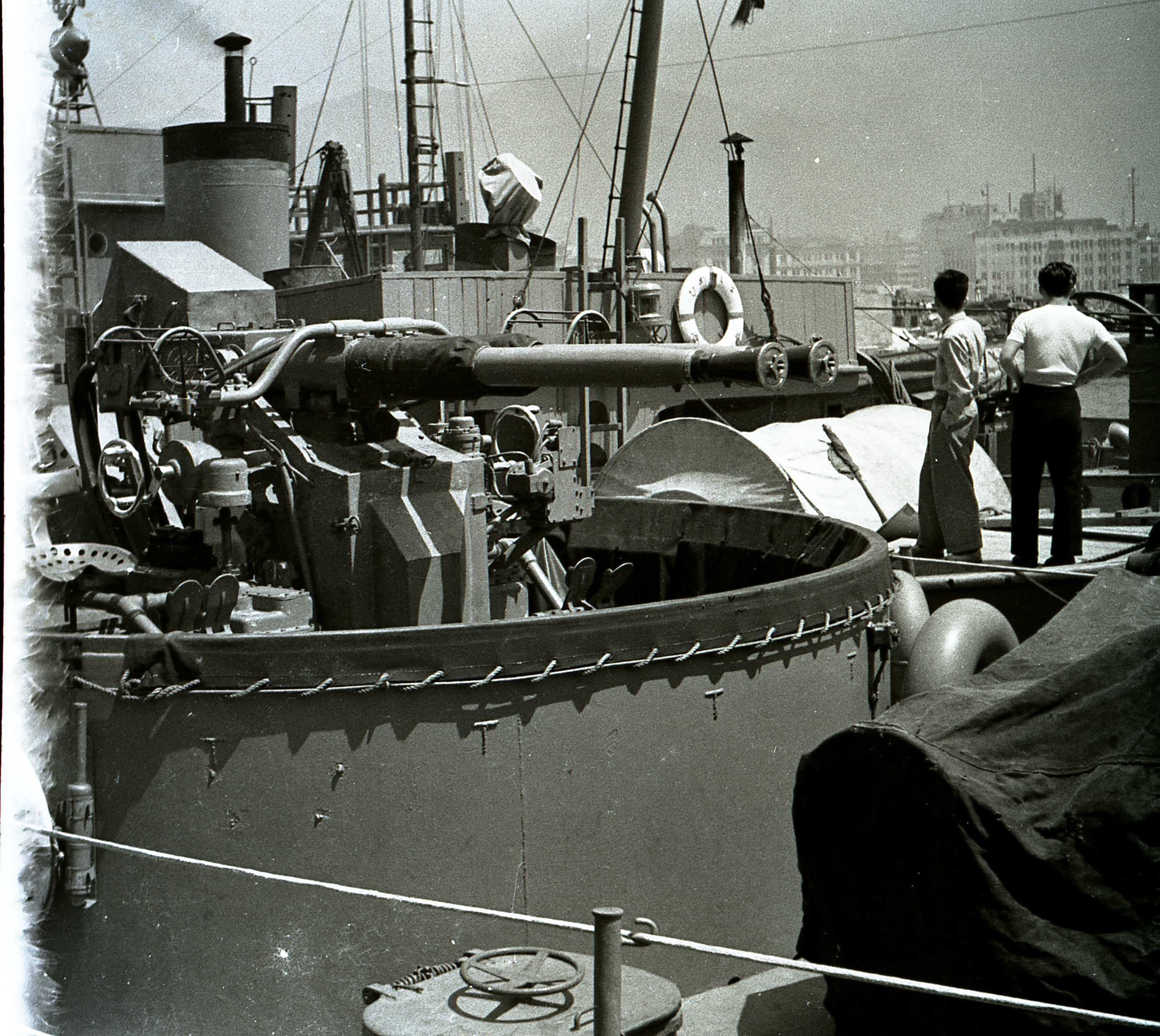